# Division féminine de la WWE
La division féminine de la WWE concerne l'organisation de combats de catch féminin (lutte professionnel féminin) par la World Wrestling Federation / World Wrestling Entertainment (WWF puis WWE depuis 2002). Depuis ses débuts dans les années 1950, la WWE a employé des femmes pour la présentation de ses spectacles (présentatrice ou intervieweuse) mais aussi dans des rôles de premier-plan (catcheuse, manager). Au fil des évolutions historiques nombreuses des structures gouvernantes, la division féminine a toujours trouvé une place sur le ring, notamment dans le catalogue des championnats officiels. Dès 1955 à la Capitol Wrestling Corporation (ancêtre de la WWE), une championne apparaît, en la personne de The Fabulous Moolah. De nombreuses catcheuses ont depuis concouru dans la course aux différents titres féminins reconnus par la CWC et des structures qui lui ont succédé jusqu'à l'actuelle WWE.
Le terme « Diva » a été utilisé pour la première fois quand Sable se présente de la sorte pendant l'émission RAW is WAR du 19 avril 1999. Ensuite, « Diva » devient la désignation officielle des catcheuses de la WWF pendant plusieurs années, le terme est notamment repris dans les titres des émissions WWE Diva Search en 2004 et WWE Total Divas en 2013. Lors de WrestleMania 32 le 3 avril 2016, le titre de WWE Divas Champion est retiré pour être remplacé par un nouveau titre désigné WWE Women's Championship. La WWE annonce à cette occasion que le terme « Diva » est remplacé par le terme mixte « Superstars » précédemment réservé aux hommes.

## Historique

### De la CWC a la WWF (1955-1995)

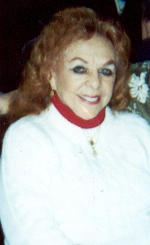
The Fabulous Moolah, championne de 1956 à 1984. Et première Hall Of Fame de la WWF\E en 1995.

En 1955, une catcheuse nommée Moolah rejoint la Capitol Wrestling Corporation de Jess McMahon. Le 18 septembre 1956, elle s'empare du titre vacant de championne de la NWA et devient The Fabulous Moolah. C'est ce même titre qu'elle revend en 1983 à la WWF (issue de la Capitol Wrestling Federation) alors qu'elle en est restée détentrice pendant 23 ans. À la suite de ce rachat, le titre est renommé WWF Women's Championship ; il est initialement attribué à The Fabulous Moolah et connaîtra de nombreuses autres détentrices jusqu'à son retrait en 2010. Le 24 juin 1995, The Fabulous Moolah devient la première femme à intégrer le WWF Hall of Fame.
En 1985, Miss Elizabeth, autre personnage féminin phare de la WWF, fait ses débuts. Jusqu'à son départ en 1992, elle ne catchera que rarement mais sera surtout connue en tant que valet de Randy Savage et pour son implication dans les rivalités premier plan de ce dernier.
Au milieu des années 1990, la WWF connaît des difficultés financières et la WWF Women's Champion Alundra Blayze est licenciée et rejoint la World Championship Wrestling. Le 18 décembre 1995, elle jette la ceinture de la WWF dans une poubelle durant l'émission WCW Monday Nitro. Il faut alors attendre deux ans et demi pour que la ceinture WWF Women's Championship refasse surface le 21 septembre 1998 dans l'émission RAW is WAR le premier match pour couronnée la nouvelle championne opposer Sable face à Jacqueline cette dernière devient la nouvelle championne. Jacqueline est aussi la première afro-américaine à être championne de la WWF.

### l'Attitude Era (1996-2002)

#### 1996-1999

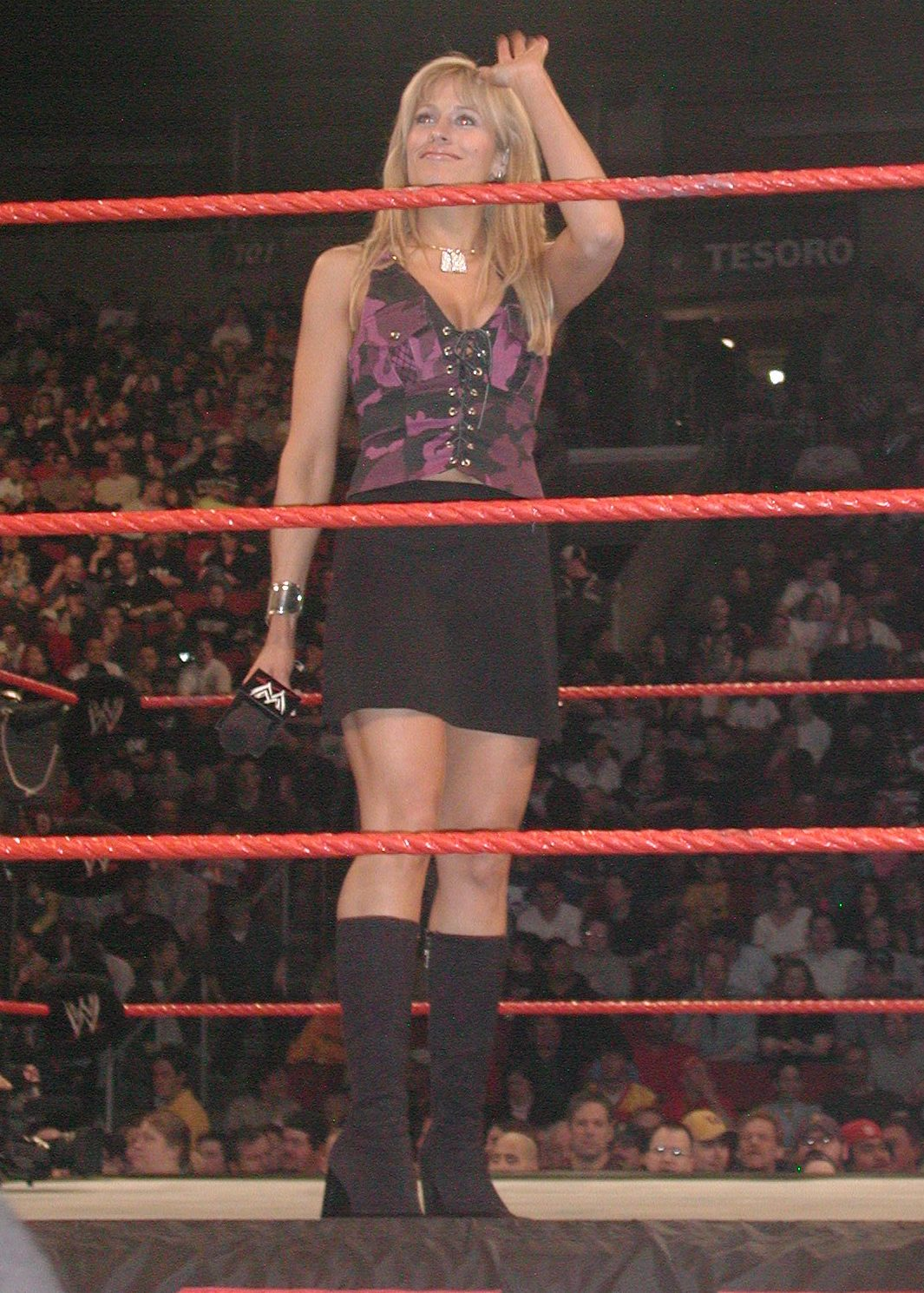
Lilian García la première annonceuse de ring féminine de la WWF\E.

La première des divas modernes à accéder à la World Wrestling Federation (WWF) était Sunny, qui a débuté en tant que manager du duo The Bodydonnas et d'autres duos et catcheurs. Seulement, alors que la notion de manager féminin devient populaire durant les années 1980 et au début des années 1990, le personnage de Sunny devient sexualisé.
Entre 1996 et 1997, Marlena, Sable et Chyna se joignent à Sunny en tant que talents féminins dans la promotion. Marlena et Sable étaient d'autant plus sexualisées que Sunny, avec Marlena fumant en dehors du ring pendant les matchs et Sable entrant dans le ring dans de divers catsuits. Sunny, Sable et Marlena deviennent des sex-symbols dans le Raw Magazine de la WWF, qui exposait mensuellement plusieurs divas dans des diverses poses portant des vêtements provocateurs ou à moitié nues.
En 1998, Debra commence sa carrière et est peu après exposée dans le Raw Magazine grâce auquel elle sera engagée dans le business de la lingerie. Marlena était manager de Goldust, son futur mari et Sable était manager du catcheur Marc Mero (plus tard son mari). La popularité de Sable s'efface peu à peu. Sa popularité la conduit au WWF Women's Championship. Sable devient la première femme de la WWF à se proclamer elle-même « Diva » durant la 19e édition de Raw is WAR en 1999 ; le terme se popularise et devient par la suite le titre officiel des catcheuses, qu'elles soient managers ou lutteuse. En février 1999, la WWF engage une autre vétéran du catch Ivory. Le 23 août 1999, Lilian García devient la première annonceuse de ring féminine de l'histoire de la WWF, pour le show RAW is WAR.

#### 2000-2002

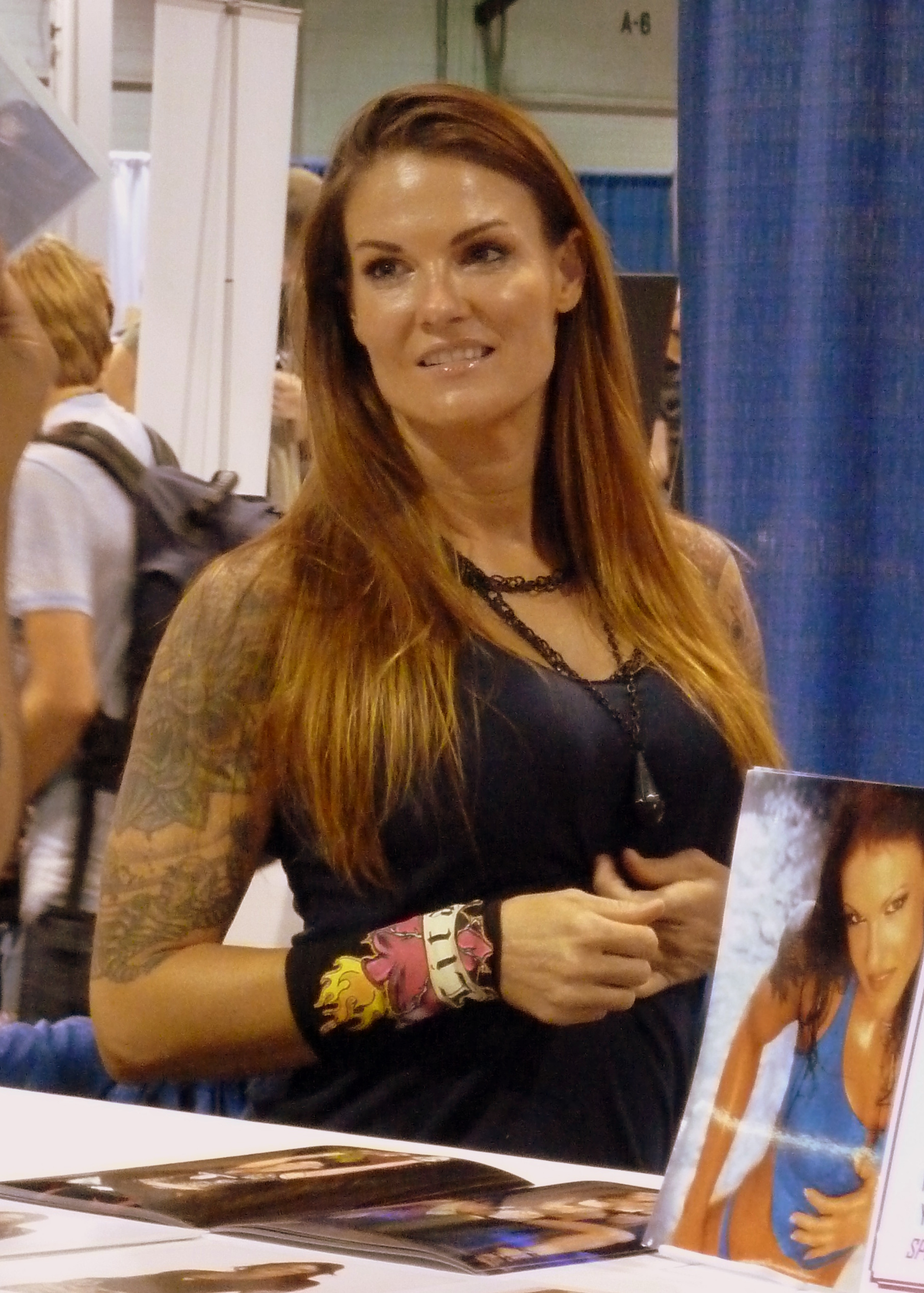
Lita, figure féminine emblématique de lAttitude Era.

Le mois de février 2000 a vu commencer la carrière de Lita, effectuant de plus grandes et dangereuses prises que toutes les autres divas avant elle, telles que les moonsaults et diving hurricanranas. Sa popularité a fait qu'un bon nombre de divas ont voulu s'engager dans une compétition à plus grand risque tout en continuant de représenter le sexe féminin glamour et sexy. L'édition du 30 mars de SmackDown expose les premiers matchs de divas dans l'histoire de la WWF en tant que main event de toutes les émissions de la WWF, un match WWF Women's Championship entre Jacqueline et Stephanie McMahon-Helmsley.
La 21e édition de Raw expose le premier match de divas match dans l'histoire de la WWF en tant que main event de toutes les émissions de la WWF, un match WWF Women's Championship entre Stephanie McMahon-Helmsley et Lita. Peu après l'arrivée de Lita, Trish Stratus fait ses débuts. Trish Stratus débute sous le rôle d'un valet, amenant glamour et sexualité dans le ring. Plus tard durant la même année, Molly Holly fait ses débuts. Elle faisait de l'ombre à plusieurs divas.
Durant l'automne 2001, Trish Stratus est entraînée par Fit Finlay. Elle se classe première de la division et gagne finalement le Survivor Series. Également en 2001, Chyna quitte la WWF à la suite de déboires entre elle, Triple H et Stephanie McMahon.
En avril 2002, Lita souffre d'une blessure aux cervicales et est la première diva à être opérée du cou. Elle est par la suite exclue de tous combats durant un an et demi. Le 5 mai 2002, la WWF change officiellement son nom en WWE et amène un bon nombre de nouveaux talents féminins, à la suite du lancement de la première Brand Extension. Le 18 juillet 2002, Stephanie McMahon devient la première General Manager féminine de l'histoire de la WWE. Elle perd son poste l'année suivante.

### Ruthless Agression Era (2003-2009)

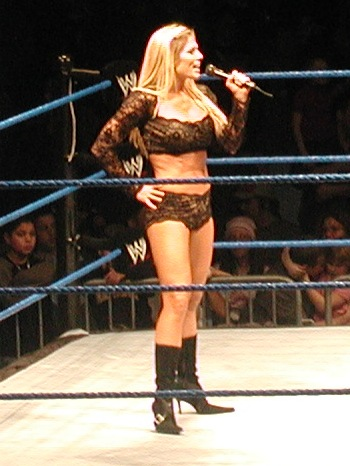
Torrie Wilson, ancienne catcheuse de la WCW qui a travaillé à la WWF\E de 2001 à 2008.

#### 2003-2005
Durant les années qui suivirent, la WWE engage un grand nombre de divas, incluant les gagnantes de l'émission WWE Tough Enough. Les nombreuses divas se sont par la suite opposées dans des Pillow Fights et Bra and Panties et également dans des concours de maillots de bain, durant lesquels la diva la plus sexy l'emportait. Pendant ce temps, Trish Stratus, Lita, Jazz, Gail Kim, Molly Holly, Jacqueline, Ivory et Victoria sont en compétition pour le titre de WWE. Molly Holly (à l'époque sous le nom de Mighty Molly), Trish Stratus et Terri combattent brièvement pour le Hardcore Championship. Au début de l'année 2002, WWE engage de nouvelles divas assignée à leur fédération sélective. Ces nouvelles divas étaient recrutées par le biais d'une agence de mannequin, le circuit indépendant et le Diva Search.
En 2003, Gail Kim devient la première femme d'origine coréenne à gagner le Women's Championship. Également, Jacqueline obtient brièvement le titre masculin, le WWE Cruiserweight Championship en 2004. Aussi, durant cette période, les nouvelles divas incluent Beth Phoenix, Mickie James, Jillian Hall, Melina et Candice Michelle, et un bon nombre d'anciennes divas s'effacent peu à peu de la compagnie. Molly Holly quitte la WWE en avril 2005 et Stacy Keibler à la fin de cette année pour poursuivre une carrière dans le cinéma.

#### 2006-2009

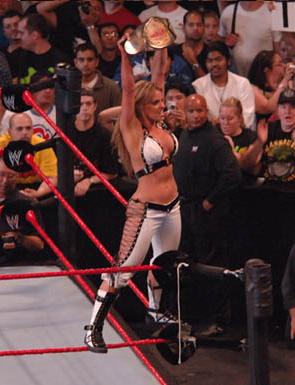
Trish Stratus après son dernier match à Unforgiven 2006, lors duquel elle prend sa retraite.

En 2006, Trish Stratus prend sa retraite après Unforgiven et Lita prend sa retraite après les Survivor Series. Kelly Kelly a été engagée par la compagnie peu après. La division continue de s'accroitre lorsque les divas combattent dans une plus vaste catégorie de matchs. Durant l'édition du 7 mars 2007 de Raw, Mickie James et Melina combattent dans le tout premier falls count anywhere match uniquement réservé aux divas. C'est également la première fois que le WWE Women's Championship est disputé dans ce type de match. À Vengeance en 2007, Candice Michelle est la première des anciennes candidates du Diva Search à devenir Championne. En décembre 2007, Trish Stratus, Lita, Molly Holly et Sunny reviennent à la WWE pour une apparition spéciale lors d'un épisode de Raw à la suite des 15 ans de la branche.
Entre-temps en septembre 2007, Vickie Guerrero devient la première General Manager de SmackDown féminine de l'histoire de  SmackDown!,
Durant One Night Stand 2008, Beth Phoenix et Melina se battent dans leur premier « I Quit » match entre divas. Durant Extreme Rules, Michelle McCool et Beth Phoenix combattent dans le premier Extreme Makeover Match entre divas. Durant l'édition du 6 juin 2008 de WWE SmackDown, la general manager, Vickie Guerrero, annonce la création du WWE Divas Championship, un titre exclusif réservé aux divas. Natalya et Michelle McCool sont les deux premières candidates à avoir leur chance pour convoiter le titre, et, durant The Great American Bash 2008, McCool gagne contre Natalya. En août 2008 deux nouvelles divas arrivent: Nikki et Brie Bella qui forment donc l'équipe des Bella Twins et deviennent les premières (et seules, avant l'arrivée de deux autres jumeaux en 2011, The Usos) divas jumelles de la WWE. Torrie Wilson prend sa retraite au milieu de l'année 2008 à cause de problèmes de dos.
Victoria s'en va début 2009 après neuf ans de carrière à la WWE. Après son départ, Victoria signe un contrat à la Total Nonstop Action Wrestling (TNA) en avril 2009 en tant que TNA Knockout sous le nom de scène de Tara. Le 23 février 2009, Vickie Guerrero devient la première femme à diriger RAW et SmackDown simultanément. En mars 2009, Gail Kim revient à la WWE après avoir travaillé à la Total Nonstop Action Wrestling, faisant de Gail Kim la dernière diva encore en scène représentant la précédente génération des divas de la WWE parmi une vaste majorité de nouvelles arrivantes.À Wrestlemania 25, les anciennes divas de la WWE Sunny, Victoria, Molly Holly, Torrie Wilson, Miss Jackie et Joy Giovanni retournent à la WWE pour une apparition spéciale dans la Battle Royal de 25 divas pour la couronne de Miss WrestleMania .Le 7 avril 2007 Tiffany devient l'unique General Manager féminin de la ECW jusqu'à sa fermeture en février 2010. Durant le WWE Draft de 2009, la championne Melina, est draftée dans la division WWE SmackDown, faisant du titre féminin un titre exclusif à la branche SmackDown. Plus tard, durant la même nuit, la Championne des Divas Maryse, est draftée dans la branche Raw, faisant du titre des divas un titre exclusif à la branche Raw. Durant The Bash 2009, Michelle McCool gagne face à Melina et devient la première diva à avoir été championne de la WWE et Championne des Divas.

### Unification des roster et des titres féminins (2010-2015)

#### 2010-2011

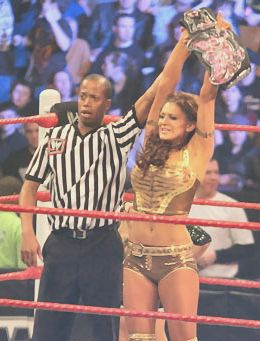
Eve Torres, triple championne des Divas.

Durant le Royal Rumble de 2010, Beth Phoenix participe au Royal Rumble Match. , faisant d'elle l'une des trois divas à avoir combattu dans ce match spécial, les autres divas étant Chyna et Kharma. Durant l'épisode de Raw du 12 avril 2010, Eve Torres gagne le WWE Divas Championship en battant Maryse, faisant d'elle la première gagnante du Diva Search à obtenir le titre des Divas. Durant l'épisode du 14 mai 2010 de Smackdown, Layla gagne le WWE Women's Championship face à Beth Phoenix dans un match Handicap avec sa partenaire Michelle McCool, ce qui fait d'elle la première catcheuse britannique à devenir championne, et la seconde gagnante du Diva Search à gagner un championnat. À WWE Fatal 4 Way, Alicia Fox devient la première championne afro-américaine. À Night of Champions (2010), le WWE Divas Championship est unifié avec le WWE Women's Championship. Michelle McCool gagne le match face à Melina dans un Lumberjill match pour unifier les deux titres à la suite d'une interférence de Layla, créant ainsi le WWE Unified Divas Championship. Cela a également causé la fin du WWE Women's Championship après 54 ans d'existence, ce qui fait de Layla la dernière diva à posséder le titre. Durant l'année 2010, Lilian Garcia fait une petite apparition dans l'épisode du 19 avril de Raw. Au TLC: Tables, Ladders & Chairs 2010, Natalya et Beth Phoenix gagnent contre Michelle McCool et Layla (de l'équipe des LayCool) dans le tout premier Tables Match de Divas par équipe. Depuis 2010, de nouvelles divas ont débuté à la WWE : Tamina, Kaitlyn, Kharma, AJ et Aksana.
Dans le troisième épisode de Tough Enough 2011, Stacy Keibler fait son apparition après avoir quitté la WWE en 2006. Lors de l'année 2011, Michelle McCool s'est retirée de la compagnie, Kharma est partie en congé maternité, Melina a été renvoyée et Gail Kim a quitté la fédération pour rejoindre la TNA. Maryse quitte la WWE le 28 octobre pour devenir mannequin. Lilian Garcia fait son retour à la WWE le 11 décembre 2011 à SmackDown comme annonceuse.

#### 2012-2015
Durant le Royal Rumble (2012), Kharma a été la troisième Diva à avoir participé à un Royal Rumble après Chyna et Beth Phoenix. Kharma a quitté la WWE en juillet. Eve Torres devient elle impliquée dans une storyline avec John Cena et Zack Ryder : lors de l'épisode de Raw du 20 février, Eve tourne les talons après avoir admis dans un segment backstage pour les Bella Twins qu'elle avait utilisé Ryder et avait prévu d'utiliser également Cena. En avril 2012, Nikki Bella gagne face à Beth Phoenix dans un Lumberjill match pour le championnat des Divas de la WWE, mettant ainsi fin à 204 jours de règne. À Extreme Rules 2012, Brie perd le championnat de Nikki face à Layla après une tentative du Twin Magic au bout d'une semaine de règne. La nuit suivante à Raw, elles ont participé à leur dernier match qui était un Triple Threat Match pour le championnat des divas de Layla, match qu'elle perdent. En backstage, elles font face à Eve Torres (qui était jusque-là l'administrateur exécutif) qui leur annonce qu'elles sont virées. Plus tard cette nuit-là, la WWE a annoncé sur son site Web que leur contrat expirait le soir même et qu'elle ne souhaitait pas le renouveler. Le 28 septembre 2012, Kelly Kelly a été libérée de son contrat à la WWE en raison de blessure et de plusieurs demandes de film.
En 2013, les Bella Twins font leur retour à plein temps. Kailtyn devient la nouvelle championne des divas dans un match face à Eve Torres. Eve quitte ensuite la WWE. Par la suite, Kaitlyn entame une rivalité avec sa meilleure amie AJ Lee, celle-ci effectuant un Heel Turn. Lors de Payback 2013, AJ Lee remporte le Divas Championship face à Kaitlyn grâce à sa prise de soumission, le Black Widow. Elle entame une série de victoires grâce à sa nouvelle prise de soumission, et bat le record du plus long règne, détenu par Maryse avec 216 jours, et qui est maintenant de 295 jours. Le 20 septembre 2013 à NXT, Renee Young devient la première femme commentatrice régulière d'un show de l'histoire de la WWE. JoJo & Eva Marie (ayant participé au WWE Diva Search) et Summer Rae (diva de NXT) rejoignent les rosters principaux. Cependant, JoJo a été envoyée en terrain de développement après avoir effectué quelques matchs en tag team avec Eva Marie.
Le 8 janvier 2014 à Main Event, Kaitlyn perd face à AJ Lee dans ce qui sera son dernier match à la WWE. Lors du RAW du 7 avril, Paige, bat AJ Lee et remporte le championnat des Divas de la WWE, ce qui fait d'elle la plus jeune diva de l'histoire de la WWE à remporter ce titre, ainsi que la plus rapide à remporter ce titre (dès son premier jour dans le roster principal). La rivalité entre les deux femmes se poursuit jusque Night of Champions. Le 13 juin à SmackDown, Aksana perd contre Alicia Fox dans son dernier match à la WWE. Lors des Survivor Series, Nikki Bella bat AJ Lee et devient la nouvelle Divas Champion.
Le 20 octobre 2014, Lilian García fait son retour en tant que annonce de ring le 18 juillet 2016  Elle quitte une nouvelle fois la WWE pour s'occuper de son père malade.
Le 3 avril 2015, la WWE annonce le départ d'AJ Lee ainsi que sa retraite du catch. À Night of Champions, Nikki Bella est battue par Charlotte qui met fin à son règne de 301 jours.

### Divas\Women's Revolution 2015-2016

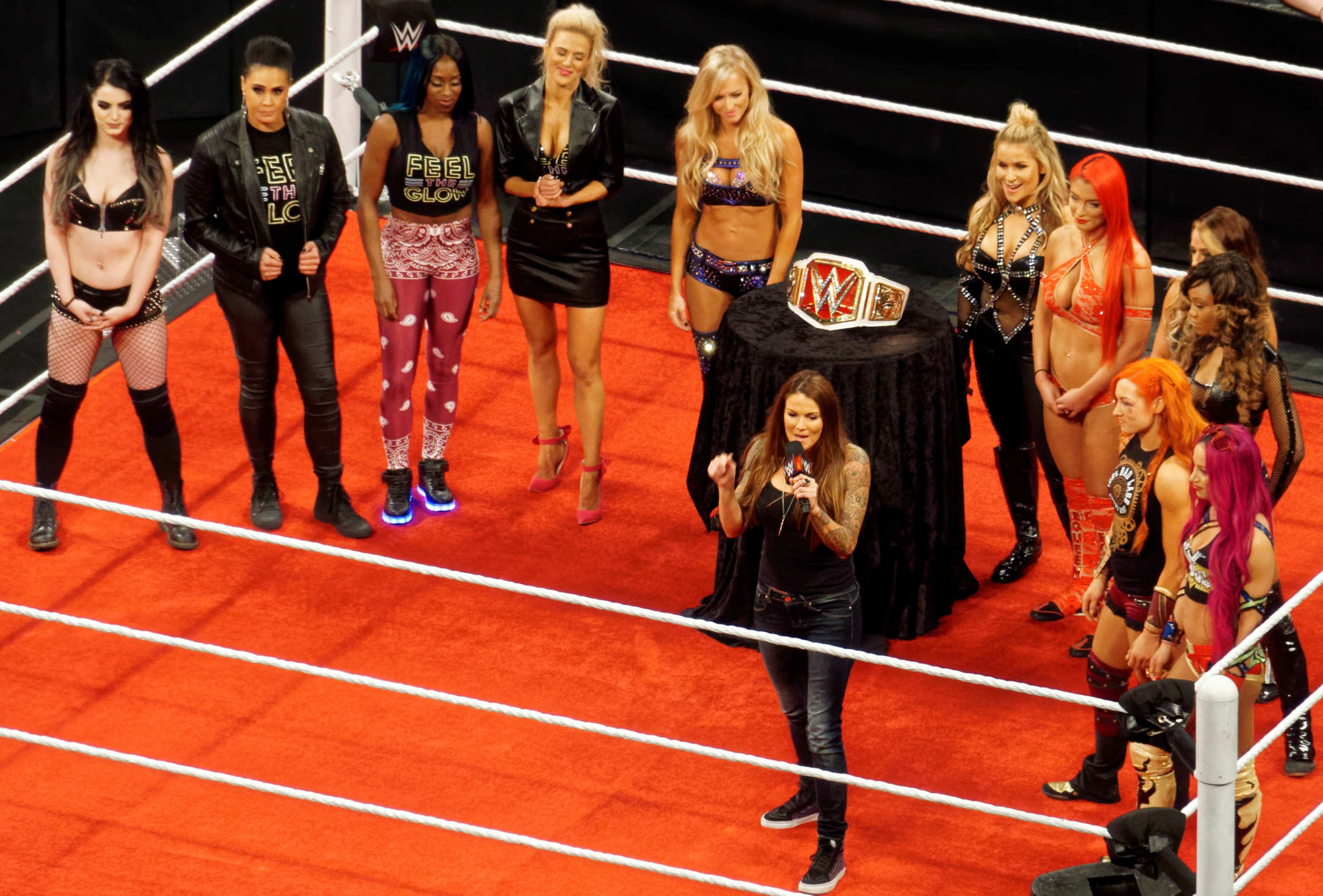
Lita présente la nouvelle ceinture pour RAW.

Le 13 juillet 2015, lors de RAW, Stephanie McMahon annonce une révolution dans la Divas division, elle permet les débuts dans le roster principal de Sasha Banks, Charlotte Flair et Becky Lynch qui étaient les têtes d'affiches féminines de NXT. Ce moment est appelé la Women's Revolution, il donne aux catcheuses de la WWE une meilleure visibilité et un statut égal aux hommes.
Le 3 avril 2016, lors de WrestleMania 32, le titre de WWE Divas Champion est retiré à la faveur d'un nouveau titre nommé WWE Women's Championship, inauguré par la WWE Hall of Famer Lita. Cette ceinture est remportée pour la première fois lors de la même soirée par Charlotte qui bat Becky Lynch et Sasha Banks dans un Triple Threat match. La WWE annonce à cette occasion que le terme « diva » est remplacé au profit du terme mixte « superstars » précédemment réservé aux hommes.
Le 19 juillet 2016 voit le retour de la brand extension qui assigne chaque lutteur et lutteuse à une émission de la WWE.Charlotte reste à RAW avec le WWE Women's Championship, qui est renommé Raw Women's Championship et devient exclusif à cette branche. Du côté de SmackDown, Becky Lynch remporte un match à six et devient la première détentrice du titre nouvellement créé pour cette émission, le SmackDown Women's Championship.
Par la même occasion Lynch devient la première championne ayant commencé sa carrière à NXT sans y avoir remporté le titre de NXT Women's Championship.

### Équité avec les hommes (2016-)
|  |

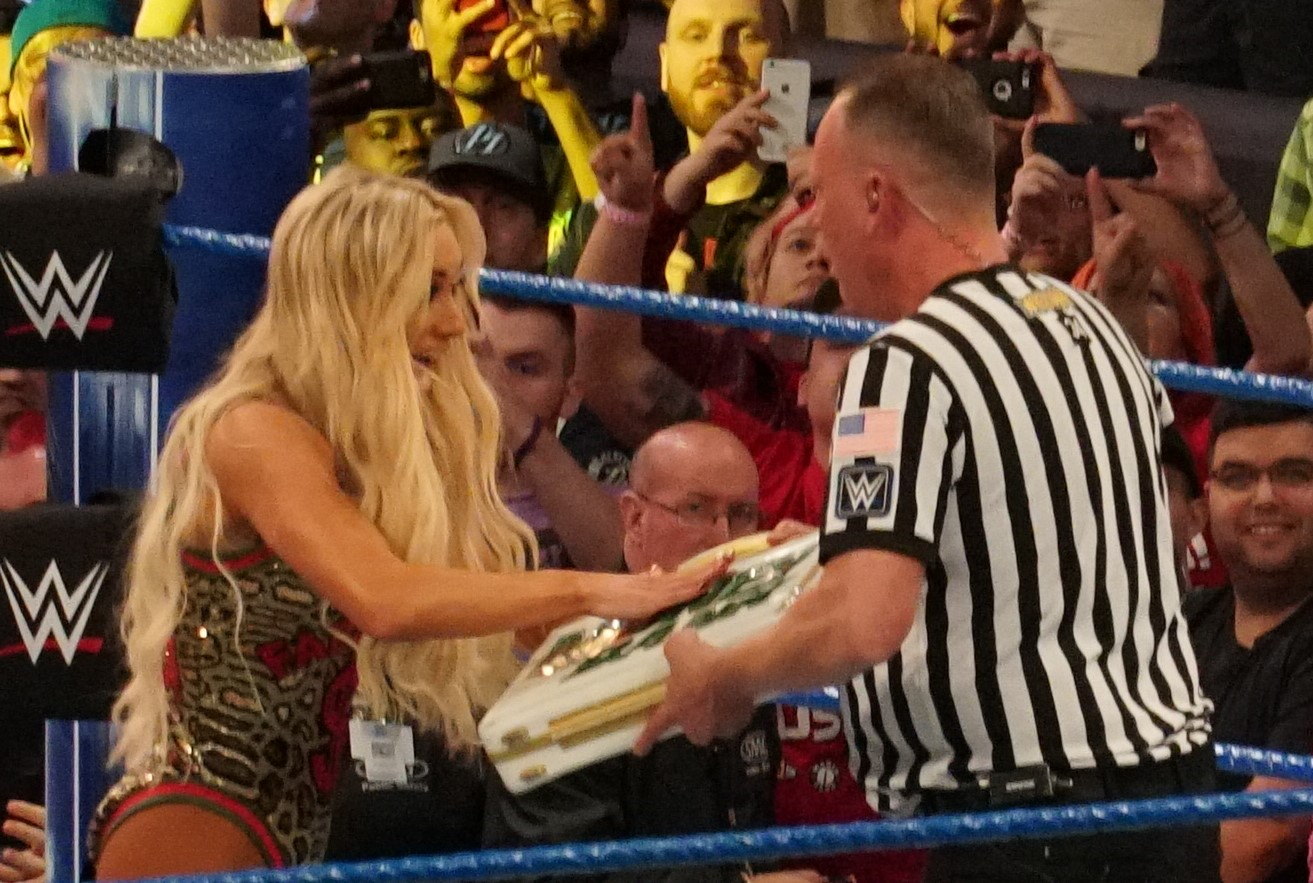
Carmella première Miss Money in the Bank au moment de l'encaissement du contrat.

Lors de Hell In A Cell 2016, se déroule le tout premier Hell In A Cell match féminin entre Charlotte Flair et Sasha Banks (qui sera aussi le premier main-event féminin d'un pay-per-view) pour le WWE Raw Women's Championship, au terme duquel Charlotte gagna son troisième titre.
Naomi devient la troisième Women's Champion de SmackDown et la première championne Afro-Américaine de l'histoire de la WWE le 12 février 2017 lors du pay-per-view Elimination Chamber. Alexa Bliss bat Bayley lors de Payback la même année et devient la première catcheuse à avoir détenu le titre de championne de SmackDown et celui de RAW ; c'est cependant Charlotte Flair qui devient la première femme à avoir participé au main event de NXT, RAW, Smackdown et d'un pay-per-view (Hell in a Cell 2016).
Le 18 juin 2017 lors du pay-per view Money in the Bank se déroule le premier Money in the Bank Ladder match uniquement pour les catcheuses de la division SmackDown, douze ans après la première édition masculine à WrestleMania 21 en 2005. Carmella en sort victorieuse et devient la première détentrice féminine de la mallette blanche même si l'histoire retiendra que la première personne à dérocher cette mallette fut un homme en la personne de James Ellsworth. Cette fin litigieuse pousse le General Manager Daniel Bryan et le Commissionnaire Shane McMahon à organiser un nouveau match lors du SmackDown suivant et cette fois Carmella décroche le contrat elle-même.

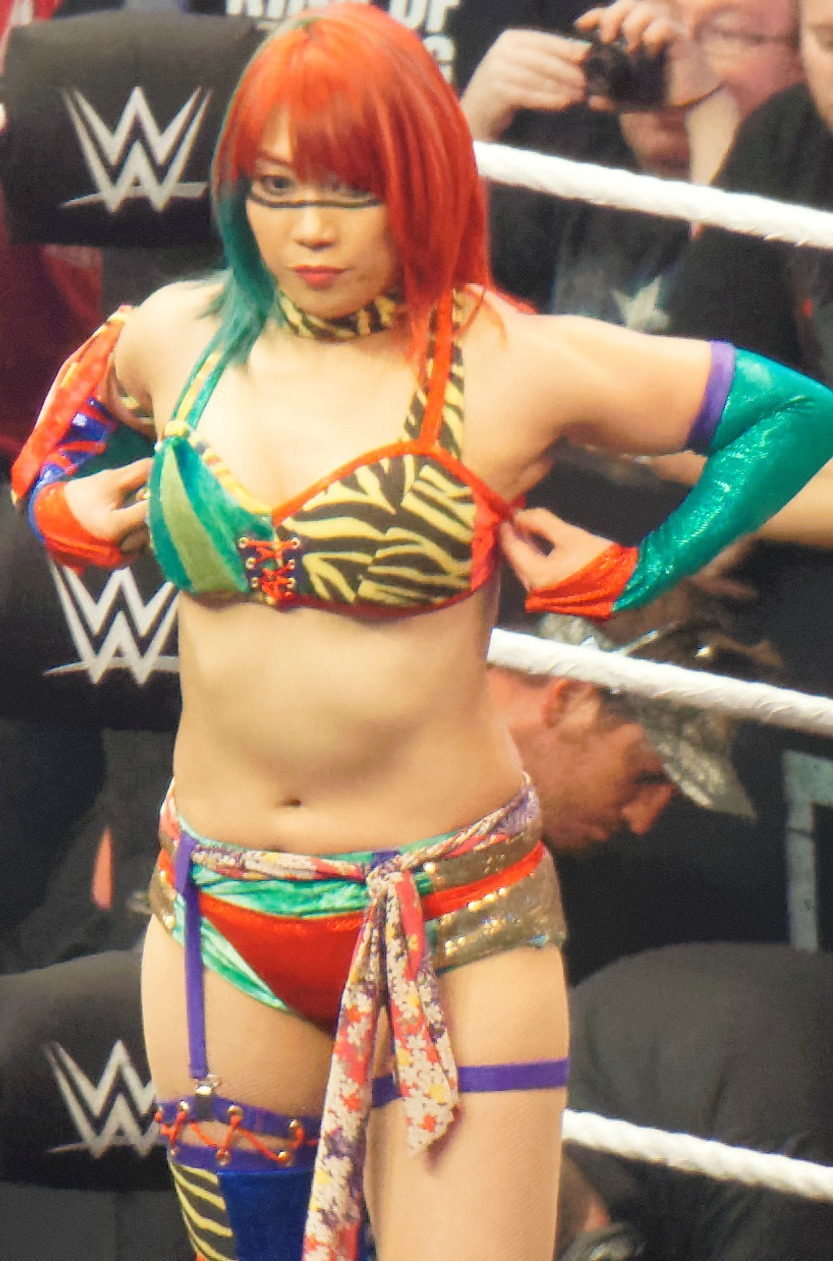
Asuka est la première gagnante du Royal Rumble féminin.

Le 18 décembre 2017, Stéphanie McMahon annonce le premier Royal Rumble match féminin qui se déroulera lors du pay-per-view éponyme de 2018. Ce match possède les mêmes règles que le match masculin et permet à la gagnante d'affronter la championne de son choix lors du prochain WrestleMania. Asuka, entrée en 25e position devient la première femme à remporter un Royal Rumble. Ce match a été marqué par les apparitions de nombreuses légendes féminines de la WWE comme Lita, Trish Stratus, Jacqueline ou encore Molly Holly. Sasha Banks fut la catcheuse qui est restée le plus longtemps dans le ring (54 minutes et 46 secondes) et Michelle McCool celle qui détient le plus d'éliminations (5).

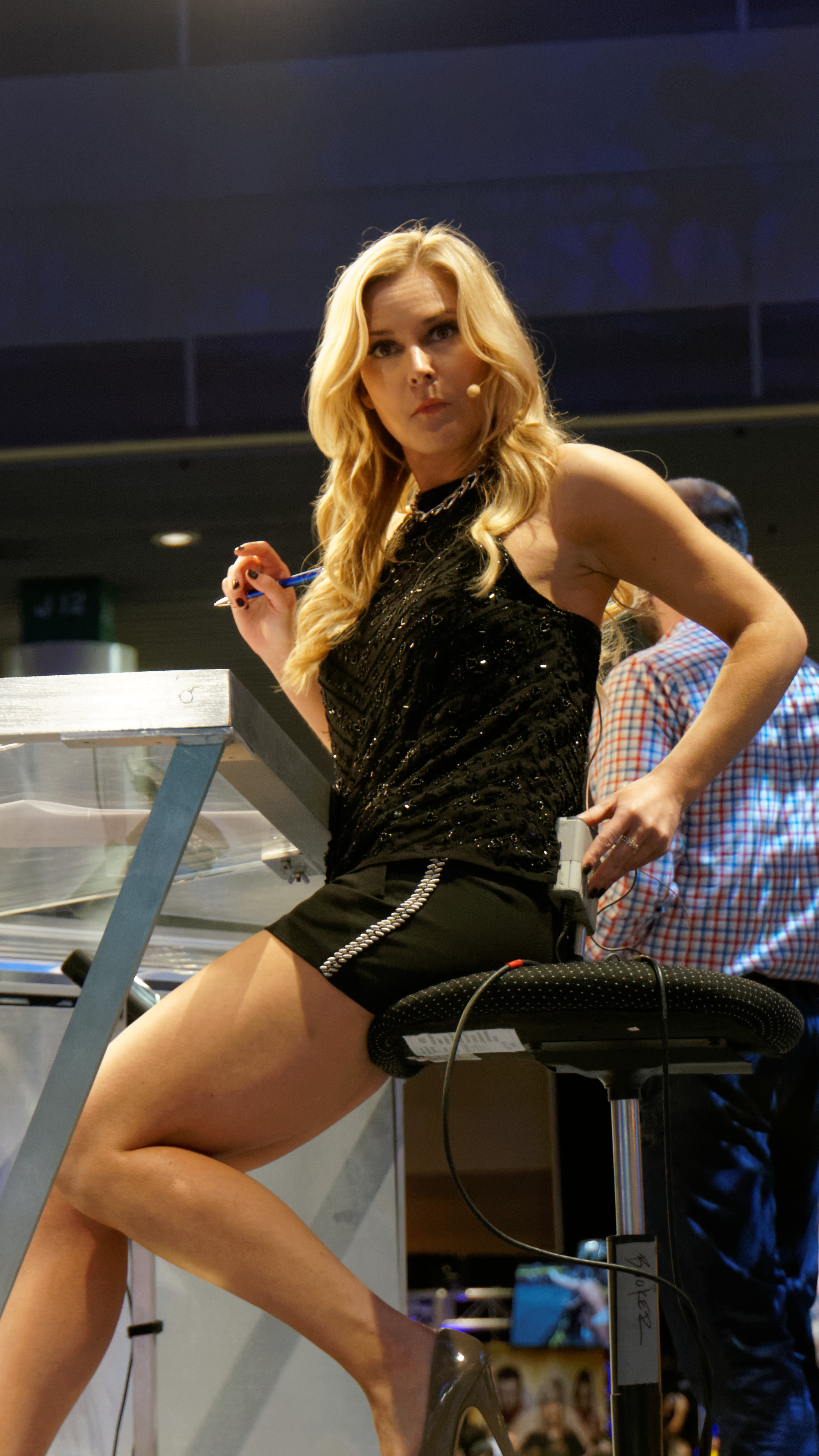
Renee Young,Première commentatrice officiel à être dans un show principal (RAW).

Le 29 janvier 2018, jour suivant le Royal Rumble, Stéphanie McMahon annonce qu'Alexa Bliss défendra son Raw Women's Championship au sein d'un Elimination Chamber féminin. Il s'agit une nouvelle fois d'une première pour les femmes de la WWE. Outre la championne, ce match comprend Bayley, Sasha Banks, Mickie James, Sonya Deville et Mandy Rose. Alexa Bliss, entrée en dernière, parvient à conserver son titre.
Le 9 avril 2018 à Raw, Paige annonce officiellement qu'elle prend sa retraite des rings, à la suite de sa blessure à la nuque. Le 10 avril 2018 à SmackDown, elle est nommée General Manager de WWE Smackdown.
|  |

Lors de RAW le lundi 23 juillet 2018, Stéphanie McMahon, Vince McMahon et Triple H annoncent un Pay-Per-View spécial exclusif aux femmes, qui se nomme "Evolution" et qui se déroulera le 28 octobre 2018 à Long Island, New York il y aura également la finale du tournoi Mae Young.
Le 3 septembre 2018 Renee Young devient officiellement la première commentatrice de l'histoire de RAW.
Le 14 janvier 2019 a RAW Alexa Bliss annonce le retour d'un championnat par équipe féminin pour l'événement élimination chamber le 17 février 2019 Cela faisait 30 ans que la WWE n'avait plus de championnat féminin à l'époque elle s'appelait encore WWF. Ce sera le premier Elimination Chamber en équipe, homme et femme confondu de l'histoire de la WWE.
a WrestleMania 35  il y eut un Triple Threat Match entre la championne Raw Women's Championship ,Ronda Rousey et la SmackDown Women's Championship Charlotte Flair  et Becky Lynch cette dernière a remporté le match et devient la première double championne des deux show.
Le 17 mai à Money In The Bank, Bayley devient la première Grand Slam Championship ainsi que la première Triple Crown Championship en encaissant la mallette sur Charlotte Flair et devenir championne de SmackDown.
Le 11 mai 2020 à Raw, Asuka devient la deuxieme Grand Slam Championship ainsi que la troisième Triple Crown Championship et remporte le titre de Raw à la suite de la grossesse de Becky Lynch.
Le 27 juillet 2020 à RAW, Bayley & Sasha Banks deviennent les premières équipes féminines de la WWE à détenir des titres par équipes ainsi que des titres solo.
Le 25 octobre à Hell  In A Cell, Sasha Banks devient la 3e championne Grand Slam, après Bayley en 2019 et Asuka en 2020. Elle devient également la première femme à être 3 fois dans une cage.

### Dans les Territoires de développement OVW a NXT (1999-...)

#### OVW, FCW et NXT (1999-2012)

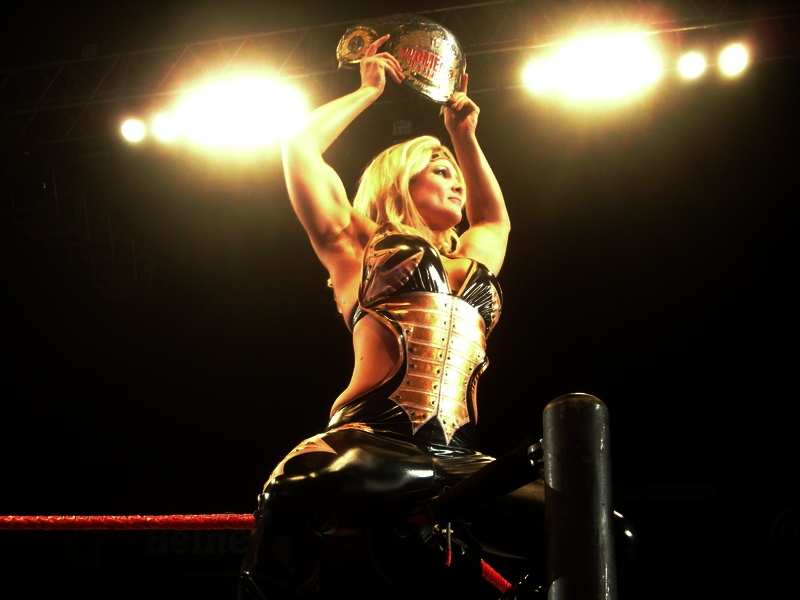
Beth Phoenix a débuté à la OVW, devenue WWE Women's Championship depuis 2017 Hall Of Fame. Et 2018 commentatrice pour les shows féminins uniquement.

La Ohio Valley Wrestling (OVW) était auparavant un club-école pour les catcheurs de la WWF\E, qui a rompu les liens avec la WWE le 27 février 2008. Elle dispose d'un titre féminin OVW Women's Championship quelques catcheuse ont eu ensuite une carrière à la WWE comme Katie Burchill, qui a eu une carrière éphémère entre 2008 et 2010 à la WWE ou Beth Phoenix, qui deviendra Hall of Fame en 2017 et à l'inverse Tiffany, connue notamment pour avoir été la dernière general manager de la Extreme Championship Wrestling (ECW) après avoir quitté la WWE a été championne a la OWN.
En 2007 la WWE créer un nouveau club de d'auto-école Florida Championship Wrestling (FCW) il y a eu deux titres féminin Queen of FCW lancer en 2009 et puis FCW Divas Championship lancer l'année suivante en 2010 ces titres ont été désactivée en 2012 avec la fusion de la FCW avec NXT. La FCW a eu deux Général Manager féminin Maxine de 2010 à 2012 et Summer Rae durant quelque temps en 2012.

#### Depuis la fusion de la FWC et NXT la troisième division de la WWE (2012-)
En 2012, après la fermeture de la FCW, l'ancien club-école de la WWE, WWE NXT revoit le jour en devenant le troisième roster de la fédération. Les anciens catcheurs et catcheuses de la FCW sont transférés à NXT. De nouveaux titres y sont apparus tel que le NXT Women's Championship, créé par Stephanie McMahon. Un tournoi fut annoncé après sa création. La gagnante du tournoi et la première championne fut Paige après avoir battu Emma en finale.
Elle réussit à conserver son titre pendant 305 jours mais à la suite de son transfert dans les rosters principaux et de son gain du Divas Championship, elle rend le titre vacant à la suite de la demande du General Manager de NXT, JBL. Un tournoi fut annoncé pour couronner la nouvelle NXT Women's Champion, remporté par Charlotte qui devient la nouvelle championne face à Natalya.
en 2017 la WWE crée est un tournoi de catch le Mae Young Classic féminin Cet événement est exclusivement féminin, les participantes proviennent de NXT et du circuit indépendant pour un total de 32 catcheuses.Le nom de l'événement est en l'honneur de la fin de la Hall of Famer de la WWE, Mae Young.
Du 1er avril 2016 au 6 septembre 2017, Asuka détient le NXT Women's Championship, il s'agit du plus long règne féminin à la WWE depuis The Fabulous Moolah. Elle est toutefois contrainte de rendre vacant le titre pour cause de blessure. Le 18 novembre 2017, Ember Moon devient la nouvelle championne en remportant un fatal 4-way. Le 1er juin 2017, Kennadi Brink devient la toute première arbitre de NXT et la première à la WWE depuis les années 1980. Le 18 février lors de Raw, il a également été annoncé que la WWE Women's Tag Team Championship seraient défendus à NXT.

## Championnats et Accomplissements
La WWE dispose actuellement de 4 championnats féminins individuels : 2 dans les divisions principales (RAW et SmackDown) et 2 dans la division d'entraînement (NXT). Et dispose aussi d'un championnat féminin par équipe qui a été inauguré le 17 février 2019 pour les divisions RAW, Smackdown et NXT.
| Championnat                             | Championne actuelle            | Date de victoire | Jours      | Ancienne championne          | Première championne                          | Règne le plus long                                   |
| --------------------------------------- | ------------------------------ | ---------------- | ---------- | ---------------------------- | -------------------------------------------- | ---------------------------------------------------- |
| Women's World Championship              | Naomi                          | 13 juillet 2025  | 1 jour+    | Iyo Sky                      | Becky Lynch                                  | Bayley et Rhea Ripley - 380 jours                    |
| Women's Intercontinental Championship   | Becky Lynch                    | 7 juin 2025      | 37 jours+  | Lyra Valkyria                | Lyra Valkyria                                | Lyra Valkyria - 145 jours                            |
| Women's Championship                    | Tiffany Stratton               | 3 janvier 2025   | 192 jours+ | Nia Jax                      | Charlotte                                    | Bianca Belair - 420 jours                            |
| WWE Women's United States Championship  | Giulia                         | 27 juin 2025     | 17 jours+  | Zelina Vega                  | Chelsea Green                                | Chelsea Green - 132 jours                            |
| NXT Women's Championship                | Jacy Jayne                     | 27 mai 2025      | 48 jours+  | Stephanie Vaquer             | Paige                                        | Asuka - 511 jours                                    |
| NXT Women's North American Championship | Sol Ruca                       | 19 avril 2025    | 86 jours+  | Stephanie Vaquer             | Kelani Jordan                                | Kelani Jordan - 140 jours                            |
| Women's Tag Team Championship           | Liv Morgan et Raquel Rodriguez | 21 avril 2025    | 84 jours+  | Becky Lynch et Lyra Valkyria | Boss N Hug Connection (Sasha Banks & Bayley) | The Kabuki Warriors (Asuka & Kairi Sane) - 181 jours |
| WWE Speed Women's Championship          | Sol Ruca                       | 11 avril 2025    | 94 jours+  | Candice LeRae                | Candice LeRae                                | Candice LeRae - 189 jours                            |

### Accomplissements
Depuis 2018 Les femmes ont les mêmes accomplissement que les hommes sont des événements annuels (certains historiques) qui sont souvent le Main Event d'un PPV qui donne accès plus rapidement à un championnat. Et ce sont également des compétitions interband des divisions principales de la WWE.
| Accomplissement | Date de victoire | Dernier gagnante(s)                          | Ancienne gagnante(s)                     | Première gagnante(s)                     |
| --- | ---------------- | -------------------------------------------- | ---------------------------------------- | ---------------------------------------- |
| Royal Rumble (2018-) Permet d'obtenir un match de championnat à WrestleMania. | 1er février 2025 | Charlotte Flair                              | Bayley                                   | Asuka                                    |
| Elimination Chamber (2018-) Permet d'obtenir un match de championnat à WrestleMania ou de combattre pour un titre. | 1er mars 2025    | Bianca Belair                                | Becky Lynch                              | Alexa Bliss                              |
| Money in the Bank (2017-) La mallette permet à son possesseur d'obtenir un match pour le titre de champion du monde à n'importe quel moment. Le vainqueur a un délai de 1 an à partir de la date de victoire pour utiliser sa mallette. (D) Utilisation échouée - (V) Utilisation réussie - | 7 juin 2025      | Naomi (V) Utilisé sur Iyo Sky et Rhea Ripley | Tiffany Stratton (V) Utilisé sur Nia Jax | Carmella (V) Utilisé sur Charlotte Flair |
| Mae Young Classic (2017-2018) Hommage, tournoi ouvert aux fédérations indépendantes. | 28 octobre 2018  | Toni Storm                                   | Kairi Sane                               | Kairi Sane                               |
| Women's Dusty Rhodes Tag Team Classic (2021) Hommage, tournoi par équipes. Les gagnantes recevront un match pour les titres par équipe. | 14 février 2021  | Dakota Kai & Raquel González                 | Dakota Kai & Raquel González             | Dakota Kai & Raquel González             |

### Récapitulatif des règnes mutliples
| Superstars       | Women's Championship | Women's World Championship | Women's United States Championship | Women's Intercontinental Championship | NXT Women's Championship | NXT Women's North American Championship | NXT UK Women's Championship | Women's Tag Team Championship | NXT Women's Tag Team Championship | Speed Women's Championship | Divas Championship | Women's Championship | 24/7 Championship  |
| ---------------- | -------------------- | -------------------------- | ---------------------------------- | ------------------------------------- | ------------------------ | --------------------------------------- | --------------------------- | ----------------------------- | --------------------------------- | -------------------------- | ------------------ | -------------------- | ------------------ |
| Michelle McCool  | N/A (retraitée)      | N/A (retraitée)            | N/A (retraitée)                    | N/A (retraitée)                       | N/A (retraitée)          | N/A (retraitée)                         | N/A (retraitée)             | N/A (retraitée)               | N/A (retraitée)                   | N/A (retraitée)            |                    |                      | N/A (Titre retiré) |
| Mickie James     |                      |                            |                                    |                                       |                          |                                         | N/A (Titre retiré)          |                               | N/A (Titre retiré)                |                            |                    |                      | N/A (Titre retiré) |
| Melina           | N/A (retraitée)      | N/A (retraitée)            | N/A (retraitée)                    | N/A (retraitée)                       | N/A (retraitée)          | N/A (retraitée)                         | N/A (retraitée)             | N/A (retraitée)               | N/A (retraitée)                   | N/A (retraitée)            |                    |                      | N/A (Titre retiré) |
| Beth Phoenix     | N/A (retraitée)      | N/A (retraitée)            | N/A (retraitée)                    | N/A (retraitée)                       | N/A (retraitée)          | N/A (retraitée)                         | N/A (retraitée)             | N/A (retraitée)               | N/A (retraitée)                   | N/A (retraitée)            |                    |                      | N/A (Titre retiré) |
| Layla            | N/A (retraitée)      | N/A (retraitée)            | N/A (retraitée)                    | N/A (retraitée)                       | N/A (retraitée)          | N/A (retraitée)                         | N/A (retraitée)             | N/A (retraitée)               | N/A (retraitée)                   | N/A (retraitée)            |                    |                      | N/A (Titre retiré) |
| Paige            |                      |                            |                                    |                                       |                          |                                         | N/A (Titre retiré)          |                               | N/A (Titre retiré)                |                            |                    | N/A (Titre retiré)   | N/A (Titre retiré) |
| Charlotte Flair  |                      |                            |                                    |                                       |                          |                                         | N/A (Titre retiré)          |                               | N/A (Titre retiré)                |                            |                    | N/A (Titre retiré)   | N/A (Titre retiré) |
| Sasha Banks      |                      |                            |                                    |                                       |                          |                                         | N/A (Titre retiré)          |                               | N/A (Titre retiré)                |                            | N/A (Titre retiré) | N/A (Titre retiré)   | N/A (Titre retiré) |
| Bayley           |                      |                            |                                    |                                       |                          |                                         | N/A (Titre retiré)          |                               | N/A (Titre retiré)                |                            | N/A (Titre retiré) | N/A (Titre retiré)   | N/A (Titre retiré) |
| Alexa Bliss      |                      |                            |                                    |                                       |                          |                                         | N/A (Titre retiré)          |                               | N/A (Titre retiré)                |                            | N/A (Titre retiré) | N/A (Titre retiré)   | N/A (Titre retiré) |
| Natalya          |                      |                            |                                    |                                       |                          |                                         | N/A (Titre retiré)          |                               | N/A (Titre retiré)                |                            |                    | N/A (Titre retiré)   | N/A (Titre retiré) |
| Asuka            |                      |                            |                                    |                                       |                          |                                         | N/A (Titre retiré)          |                               | N/A (Titre retiré)                |                            | N/A (Titre retiré) | N/A (Titre retiré)   | N/A (Titre retiré) |
| Becky Lynch      |                      |                            |                                    |                                       |                          |                                         | N/A (Titre retiré)          |                               | N/A (Titre retiré)                |                            | N/A (Titre retiré) | N/A (Titre retiré)   | N/A (Titre retiré) |
| Kelly Kelly      |                      |                            |                                    |                                       |                          |                                         | N/A (Titre retiré)          |                               | N/A (Titre retiré)                |                            |                    | N/A (Titre retiré)   |                    |
| Candice Michelle |                      |                            |                                    |                                       |                          |                                         | N/A (Titre retiré)          |                               | N/A (Titre retiré)                |                            | N/A (Titre retiré) |                      |                    |
| Carmella         |                      |                            |                                    |                                       |                          |                                         | N/A (Titre retiré)          |                               | N/A (Titre retiré)                |                            | N/A (Titre retiré) | N/A (Titre retiré)   |                    |
| Kairi Sane       |                      |                            |                                    |                                       |                          |                                         | N/A (Titre retiré)          |                               | N/A (Titre retiré)                |                            | N/A (Titre retiré) | N/A (Titre retiré)   | N/A (Titre retiré) |
| Rhea Ripley      |                      |                            |                                    |                                       |                          |                                         |                             |                               | N/A (Titre retiré)                |                            | N/A (Titre retiré) | N/A (Titre retiré)   | N/A (Titre retiré) |
| Shayna Baszler   |                      |                            |                                    |                                       |                          |                                         | N/A (Titre retiré)          |                               |                                   |                            | N/A (Titre retiré) | N/A (Titre retiré)   | N/A (Titre retiré) |
| Nia Jax          |                      |                            |                                    |                                       |                          |                                         | N/A (Titre retiré)          |                               | N/A (Titre retiré)                |                            | N/A (Titre retiré) | N/A (Titre retiré)   | N/A (Titre retiré) |
| Alicia Fox       |                      |                            |                                    |                                       |                          |                                         | N/A (Titre retiré)          |                               | N/A (Titre retiré)                |                            |                    | N/A (Titre retiré)   |                    |
| Ember Moon       |                      |                            |                                    |                                       |                          |                                         | N/A (Titre retiré)          |                               |                                   |                            | N/A (Titre retiré) | N/A (Titre retiré)   | N/A (Titre retiré) |
| Raquel Rodriguez |                      |                            |                                    |                                       |                          |                                         | N/A (Titre retiré)          |                               |                                   |                            | N/A (Titre retiré) | N/A (Titre retiré)   | N/A (Titre retiré) |
| Bianca Belair    |                      |                            |                                    |                                       |                          |                                         | N/A (Titre retiré)          |                               | N/A (Titre retiré)                |                            | N/A (Titre retiré) | N/A (Titre retiré)   | N/A (Titre retiré) |
| Tamina           |                      |                            |                                    |                                       |                          |                                         | N/A (Titre retiré)          |                               | N/A (Titre retiré)                |                            | N/A (Titre retiré) | N/A (Titre retiré)   |                    |
| Lita             |                      |                            |                                    |                                       |                          |                                         | N/A (Titre retiré)          |                               | N/A (Titre retiré)                |                            | N/A (Titre retiré) |                      | N/A (Titre retiré) |
| Nikki Cross/ASH  |                      |                            |                                    |                                       |                          |                                         | N/A (Titre retiré)          |                               | N/A (Titre retiré)                |                            | N/A (Titre retiré) | N/A (Titre retiré)   |                    |
| Ronda Rousey     |                      |                            |                                    |                                       |                          |                                         | N/A (Titre retiré)          |                               |                                   |                            | N/A (Titre retiré) | N/A (Titre retiré)   | N/A (Titre retiré) |
| Naomi            |                      |                            |                                    |                                       |                          |                                         | N/A (Titre retiré)          |                               | N/A (Titre retiré)                |                            | N/A (Titre retiré) | N/A (Titre retiré)   | N/A (Titre retiré) |
| Liv Morgan       |                      |                            |                                    |                                       |                          |                                         | N/A (Titre retiré)          |                               | N/A (Titre retiré)                |                            | N/A (Titre retiré) | N/A (Titre retiré)   | N/A (Titre retiré) |
| Iyo Sky          |                      |                            |                                    |                                       |                          |                                         | N/A (Titre retiré)          |                               | N/A (Titre retiré)                |                            | N/A (Titre retiré) | N/A (Titre retiré)   | N/A (Titre retiré) |
| Dakota Kai       |                      |                            |                                    |                                       |                          |                                         | N/A (Titre retiré)          |                               |                                   |                            | N/A (Titre retiré) | N/A (Titre retiré)   | N/A (Titre retiré) |
| Alba Fyre        |                      |                            |                                    |                                       |                          |                                         |                             |                               |                                   |                            | N/A (Titre retiré) | N/A (Titre retiré)   | N/A (Titre retiré) |
| Isla Dawn        |                      |                            |                                    |                                       |                          |                                         | N/A (Titre retiré)          |                               |                                   |                            | N/A (Titre retiré) | N/A (Titre retiré)   | N/A (Titre retiré) |
| Candice LeRae    |                      |                            |                                    |                                       |                          |                                         | N/A (Titre retiré)          |                               |                                   |                            | N/A (Titre retiré) | N/A (Titre retiré)   | N/A (Titre retiré) |
| Chelsea Green    |                      |                            |                                    |                                       |                          |                                         | N/A (Titre retiré)          |                               | N/A (Titre retiré)                |                            | N/A (Titre retiré) | N/A (Titre retiré)   | N/A (Titre retiré) |
| Tiffany Stratton |                      |                            |                                    |                                       |                          |                                         | N/A (Titre retiré)          |                               | N/A (Titre retiré)                |                            | N/A (Titre retiré) | N/A (Titre retiré)   | N/A (Titre retiré) |
| Lyra Valkyria    |                      |                            |                                    |                                       |                          |                                         | N/A (Titre retiré)          |                               | N/A (Titre retiré)                |                            | N/A (Titre retiré) | N/A (Titre retiré)   | N/A (Titre retiré) |
| Zelina Vega      |                      |                            |                                    |                                       |                          |                                         | N/A (Titre retiré)          |                               | N/A (Titre retiré)                |                            | N/A (Titre retiré) | N/A (Titre retiré)   | N/A (Titre retiré) |
| Fallon Henley    |                      |                            |                                    |                                       |                          |                                         | N/A (Titre retiré)          |                               | N/A (Titre retiré)                |                            | N/A (Titre retiré) | N/A (Titre retiré)   | N/A (Titre retiré) |
| Stephanie Vaquer |                      |                            |                                    |                                       |                          |                                         | N/A (Titre retiré)          |                               | N/A (Titre retiré)                |                            | N/A (Titre retiré) | N/A (Titre retiré)   | N/A (Titre retiré) |
| Sol Ruca         |                      |                            |                                    |                                       |                          |                                         | N/A (Titre retiré)          |                               | N/A (Titre retiré)                |                            | N/A (Titre retiré) | N/A (Titre retiré)   | N/A (Titre retiré) |
| Giulia           |                      |                            |                                    |                                       |                          |                                         | N/A (Titre retiré)          |                               | N/A (Titre retiré)                |                            | N/A (Titre retiré) | N/A (Titre retiré)   | N/A (Titre retiré) |

| Divas                   | WWF/E Women's Championship | WWF Women's Tag Team Championship | WCW/WWE Cruiserweight Championship | WWF Intercontinental Championship | WWF Hardcore Championship | WWE 24/7 Championship |
| ----------------------- | -------------------------- | --------------------------------- | ---------------------------------- | --------------------------------- | ------------------------- | --------------------- |
| Leilani Kai             |                            |                                   |                                    |                                   |                           |                       |
| Velvet McIntyre         |                            |                                   |                                    |                                   |                           |                       |
| Alundra Blayze / Madusa |                            |                                   |                                    |                                   |                           |                       |
| Chyna                   |                            |                                   |                                    |                                   |                           |                       |
| Trish Stratus           |                            |                                   |                                    |                                   |                           |                       |
| Molly Holly             |                            |                                   |                                    |                                   |                           |                       |
| Jacqueline              |                            |                                   |                                    |                                   |                           |                       |

## Récompenses toujours décernées
chaque année en fin d'année la WWE récompense c'est diva\superstar avec une compétition avec divers trophées.

### WWE Hall Of Fame(1995-...)
Depuis 1993, la cérémonie du Hall of Fame honore des anciens employés du catch ou autres figures du divertissement sportif qui ont marqué la WWE. La première femme à être intronisée est The Fabulous Moolah en 1995. Depuis, d'autres femmes ont suivi:
| Année | Hall Of Famer         |
| ----- | --------------------- |
| 1995  | The Fabulous Moolah   |
| 2006  | Sensational Sherri    |
| 2008  | Mae Young             |
| 2010  | Wendi Richter         |
| 2011  | Sunny                 |
| 2013  | Trish Stratus         |
| 2014  | Lita                  |
| 2015  | Alundra Blayze/Madusa |
| 2016  | Jacqueline            |
| 2017  | Beth Phoenix          |
| 2018  | Ivory                 |
| 2019  | Torrie Wilson.        |
| 2020  | The Bella Twins       |
| 2021  | Molly Holly           |

### Woman of the Year(2000-)
Trish Stratus à remporte le titre 4 fois le record et AJ Lee et la seule qu'il a remporté trois années d'affilée.
| Année | Gagnante          |
| ----- | ----------------- |
| 2000  | Stephanie McMahon |
| 2001  | Lita              |
| 2002  | Trish Stratus (2) |
| 2003  | Trish Stratus (2) |
| 2004  | Victoria          |
| 2005  | Trish Stratus (4) |
| 2006  | Trish Stratus (4) |
| 2007  | Candice Michelle  |
| 2008  | Beth Phoenix      |
| 2009  | Mickie James      |
| 2010  | Michelle McCool   |
| 2011  | Kelly Kelly       |
| 2012  | AJ Lee (3)        |
| 2013  | AJ Lee (3)        |
| 2014  | AJ Lee (3)        |
| 2015  | Nikki Bella       |
| 2016  | Charlotte         |
| 2017  | Asuka             |
| 2018  | Ronda Rousey      |
| 2019  | Becky Lynch       |
| 2020  | Bayley            |

### NXT Female Competitor of the Year(2016-...)
En janvier 2016, NXT a sa propre remise de prix appelée « NXT Year-End Awards », lesquels récompensent les Superstars et Divas ayant marqué l'année précédente à NXT. Les femmes y sont représentées par la catégorie NXT Female Competitor of the Year pour laquelle le public a voté sur le site de la WWE. La première gagnante est Bayley.Asuka détient deux record elle l'a eu 2 fois donc 2 années d'affilée.
Gagnantes
| Année | Gagnante      |
| ----- | ------------- |
| 2016  | Bayley        |
| 2017  | Asuka (2)     |
| 2018  | Asuka (2)     |
| 2019  | Io Shirai (2) |
| 2020  | Io Shirai (2) |

## Anciennes récompenses, concours, accomplissements et championnats

### Rookie Diva of the Year(2005)
Lors de l'édition 2005 de No Way Out fut élue (par votes des fans sur internet) la première et à ce jour unique Rookie Diva of the Year. Ce fut Joy Giovanni qui l'emporta avec 64 % des votes, devant Michelle McCool (20 %), Lauren Jones (10 %) et Rochelle Loewen (6 %). La compétition était présentée par les anciennes catcheuses de la WWE Torrie Wilson et Dawn Marie.

### Concours de diva Search' et NXT (2004-2007,2010,2013)
|  |

Le Diva Search est une compétition qui se déroule annuellement. Il s'agit de choisir parmi des candidates celle qui sera embauchée comme diva par la WWE. Il n'y a qu'une seule gagnante qui remportera une somme de 250 000 $. Créé en 2004, le Diva Search a disparu après la fin de l'édition 2007. Il réapparaît pour une édition sous forme non télévisée en 2013, à la suite des différents départs dans la division féminine.
| Gagnante        | Année |
| --------------- | ----- |
| Christy Hemme   | 2004  |
| Ashley Massaro  | 2005  |
| Layla El.       | 2006  |
| Eve Torres      | 2007  |
| Kaitlyn (NXT)'. | 2010  |
| Eva Marie       | 2013  |

Le 31 août 2010, la WWE annonce que la troisième saison de NXT (programme mettant en compétition des catcheurs de la Florida Championship Wrestling et visant à leur permettre de se faire embaucher à la WWE, offrant de plus au gagnant un match de championnat mondial) sera une entièrement féminine. Cette saison, qui mettra en compétition six femmes, se soldera par la victoire de l'une d'elles qui deviendra la première femme à remporter NXT.
Lors de la finale du mercredi 1er décembre, Kaitlyn est la grande gagnante en battant (par un vote du public) Naomi.

### Diva of the Year(1987, 1997, 2008-2015)
Depuis 2008, Le Diva of the Year remplace le Babe of the Year. Chaque année lors des Slammy Awards, un prix est décerné à la « Diva de l'année ». La gagnante est la plupart du temps déterminée soit par un vote du public, ou une bataille royale comprenant toutes les Divas de la WWE.
| Année | Gagnante        |
| ----- | --------------- |
| 1987  | Miss Elizabeth  |
| 1997  | Sable           |
| 2008  | Beth Phoenix    |
| 2009  | Maria           |
| 2010  | Michelle McCool |
| 2011  | Kelly Kelly     |
| 2012  | AJ Lee          |
| 2013  | The Bella Twins |
| 2014  | AJ Lee          |
| 2015  | Nikki Bella     |

En 2011, il n'y a pas eu de catégorie Diva de l'année mais Moment divalicieux de l'année. Ce titre a été remporté par Kelly Kelly pour son premier championnat de Divas gagné en juin 2011 (les autres nommées étaient Beth Phoenix, Natalya et Kharma).

### dernière championne
| Championnat                       | Date                                   | Dernière(s) championne(s)                     | Première(s) championne(s)           |
| --------------------------------- | -------------------------------------- | --------------------------------------------- | ----------------------------------- |
| Championnat de la WWE mondiale    |                                        |                                               |                                     |
| WWE Divas Championship            | 6 juin 2008 au 3 avril 2016            | Charlotte                                     | Michelle McCool                     |
| WWE Women's Championship          | 18 septembre 1956 au 19 septembre 2010 | Layla                                         | Fabulous Moolah                     |
| Championnat par équipe de la WWF  |                                        |                                               |                                     |
| WWF Women's Tag Team Championship | 4 avril 1984 au 14 février 1989        | The Glamour Girls (Leilani Kai & Judy Martin) | Velvet McIntyre & Princess Victoria |
| les Territoires de développement  |                                        |                                               |                                     |
| FCW Divas Championship            | 10 juin 2010 au 14 aout 2012           | Caylee Turner                                 | Naomi Knight                        |
| Queen of FCW                      | 5 février 2009 au 15 mars 2012         | Raquel Diaz                                   | Angela Fong                         |
| OVW Women's Championship          | 27 février 2008                        | Katie Lea                                     | ODB                                 |

### Anciens accomplissements
| Type                         | Anciens Accomplissements                                                                                        | Dernière édition | Première gagnante                            | Dernière gagnante                            |
| ---------------------------- | --- | ---------------- | -------------------------------------------- | -------------------------------------------- |
| Bataille royale (2018)       | Permet d'obtenir un match de championnat pour le RAW Women's Championship ou le Smackdown Women's Championship. | 28 octobre 2018  | Nia Jax unique vainqueure de la compétition. | Nia Jax unique vainqueure de la compétition. |
| Mixed Match Challenge (2018) | Les vainqueurs du tournoi gagneront le droit d'entrer dans les Royal Rumble matchs en 30ème position.           | 16 décembre 2018 | Carmella & R-Truth                           | Asuka et The Miz                             |
| Compétition diverses         | Wrestlemania Women's Battle Royal (2018-2019)                                                                   | 7 avril 2019     | Naomi                                        | Carmella                                     |

## Autre téléréalité et Magazine

### Total Divas(2013-...)

Logo de Total Divas

En 2013, la WWE annonce qu'une émission de téléréalité mettra en scène des Divas de la WWE. Elle sera diffusée sur la chaine E!. La première saison de Total Divas comporte : Cameron, Naomi, The Bella Twins, Natalya, Eva Marie et JoJo. La première saison fut un tel succès que la saison 2 est programmée avec l'arrivée d'une autre diva, Summer Rae (qui remplace JoJo pour cette saison). À peine la saison 2 terminée (le 1er juin 2014), que la diffusion de la saison 3 est annoncée! Et encore une fois, une nouvelle diva arrivera durant cette saison : Rosa Mendes, en remplacement de Summer Rae. La saison 3 sera diffusée pour la première fois le 7 septembre 2014. La suite de la saison 3 commencera à partir du 4 janvier 2015 avec l'ajout de deux autres divas dans le casting: Paige & Alicia Fox. Naomi ne fera plus partie de l'émission pendant la mi-saison 3, mais fera son retour au cours de la saison 4 de juillet 2015. Rosa Mendes ne sera pas réintégrée dans la saison, 4 tout comme Cameron.
L'émission atteindra des sommets et sera classée dans le top 5 des émissions les plus populaires de E!. En 2015, l'émission a été déplacée du dimanche au jeudi soir.
La publicité des divas à la WWE s'est divisée en plusieurs types de promotions avec d'autres branches incluant les divas. Un bon nombre d'entre elles ont posé pour Playboy ou pour Maxim (notamment Kelly Kelly et Eva Marie), et d'autres sont apparues dans des publicités représentant des produits de la WWE ou d'autres produits.
Depuis que les tous les programmes de la WWE ont adopté la côte « PG » (tout public, sous la responsabilité des parents), la WWE a mis fin à son partenariat avec Playboy.

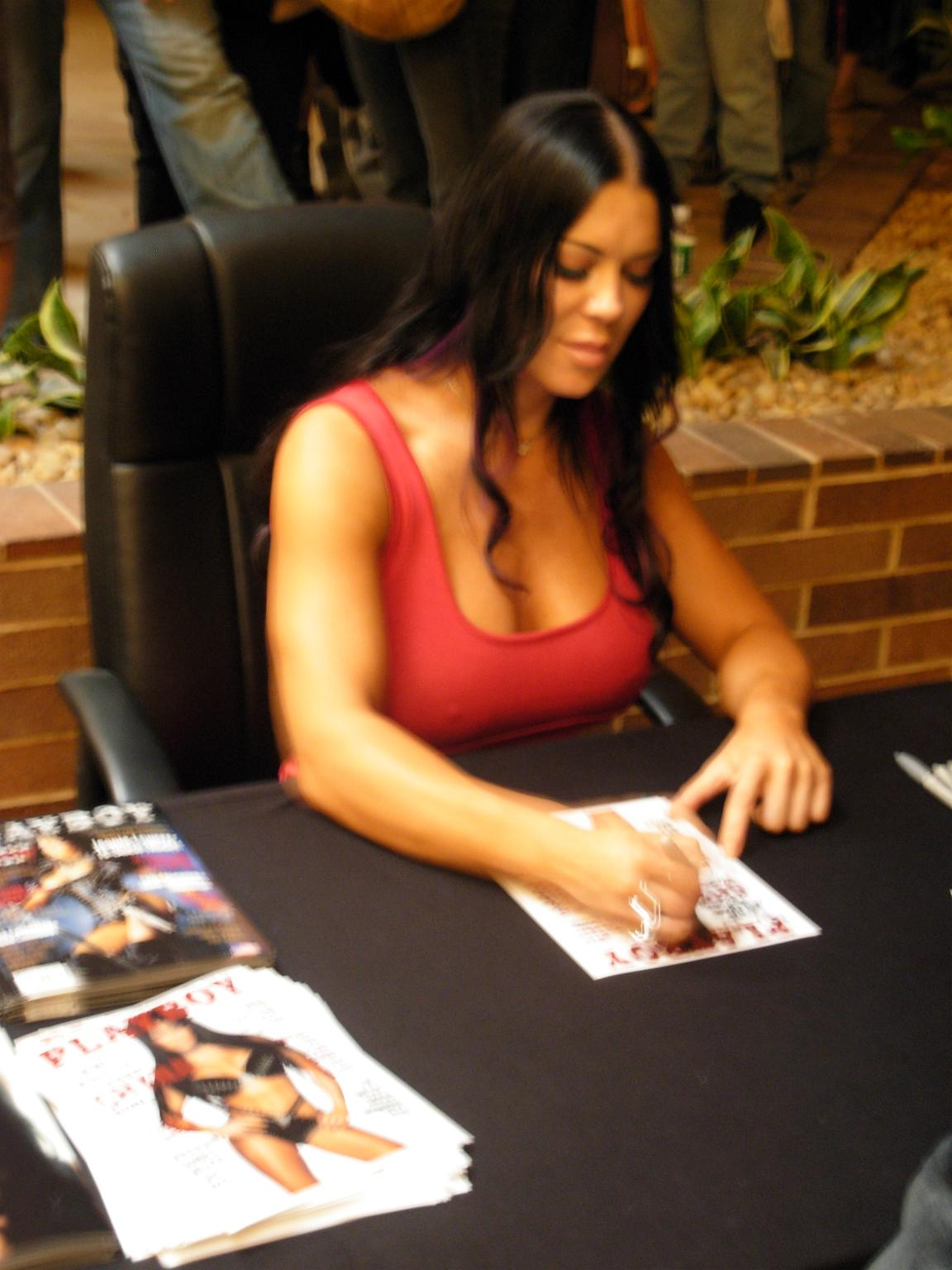
Chyna signant sa photographie sur le magazine Playboy, le 8 octobre 2007.

### Playboy(1999-2008)
La WWE signe un contrat avec le magazine Playboy en 1999. Il arrive donc régulièrement, généralement une seule fois dans l'année, qu'une diva de la WWE pose pour Playboy. Par ailleurs, certaines catcheuses ont posé pour le magazine en dehors de leurs fonctions à la WWE, qui n'a donc pas fait de communiqué officiel à ce sujet (comme Tiffany en 2010).
Ont fait la couverture du magazine : 
- 1999 : Sable
- 2000 : Chyna
- 2002 : Chyna
- 2003 : Torrie Wilson
- 2004 : Torrie Wilson et Sable
- 2005 : Christy Hemme
- 2006 : Candice Michelle
- 2007 : Ashley Massaro
- 2008 : Maria

### Maxim(2011-2014)
La WWE signe un contrat avec le Magazine Maxim. Il arrive donc régulièrement qu'une diva de la WWE pose pour Maxim, tel que :
- 2011: Kelly Kelly
- 2013: Layla
- 2014: Eva Marie